# Neotabuda diversicornis
Neotabuda diversicornis är en tvåvingeart som beskrevs av Lyneborg 1980. Neotabuda diversicornis ingår i släktet Neotabuda och familjen stilettflugor. Inga underarter finns listade i Catalogue of Life.